# Kirgistan

Flaga Kirgistanu używana w latach 1991–1992

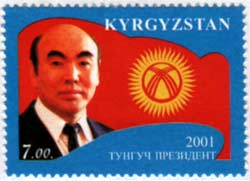
Kirgiski znaczek pocztowy z Askarem Akajewem z okazji 10-lecia niepodległości

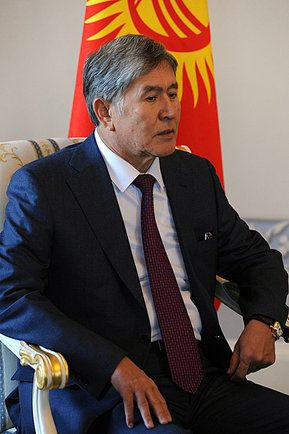
Ałmazbek Atambajew – prezydent Kirgistanu w latach 2011–2017

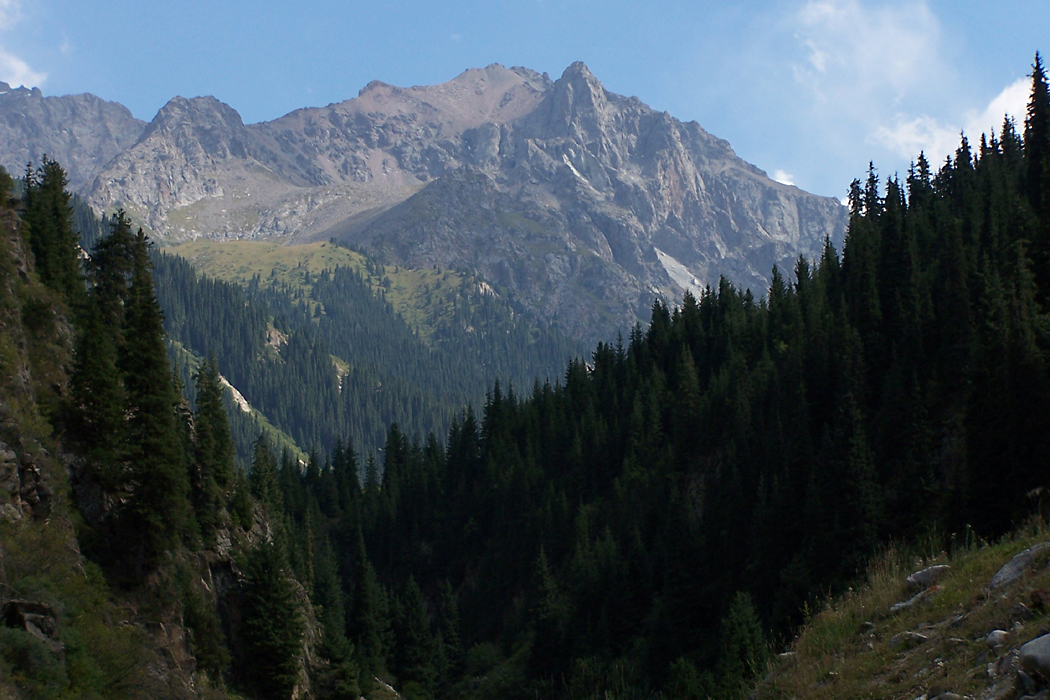
Krajobraz Kirgistanu w lecie

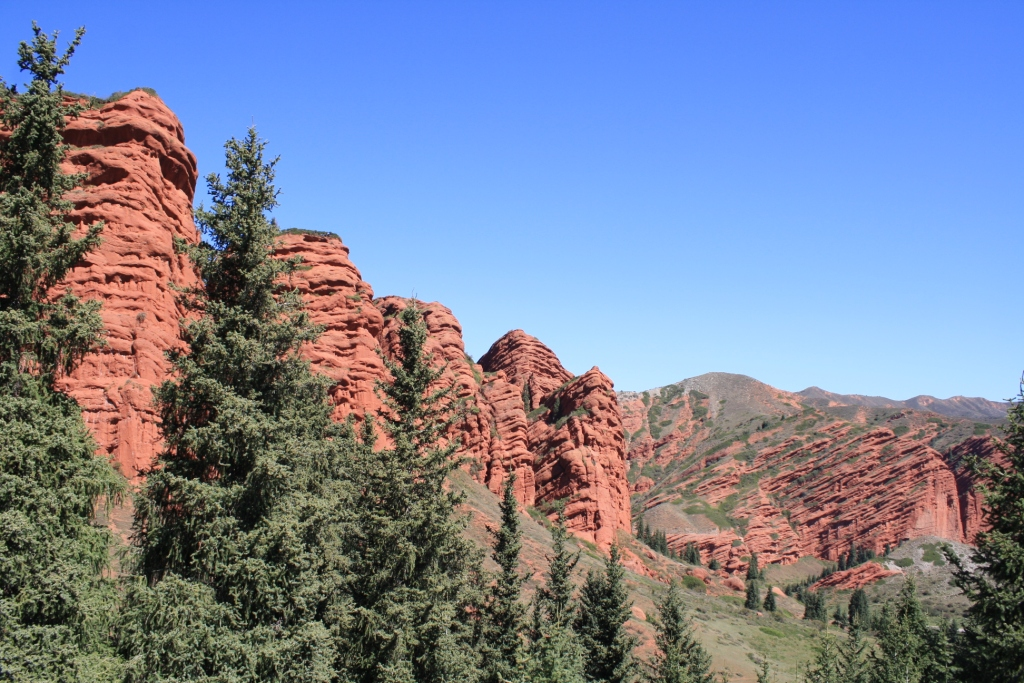
Formacje skalne w Kirgistanie

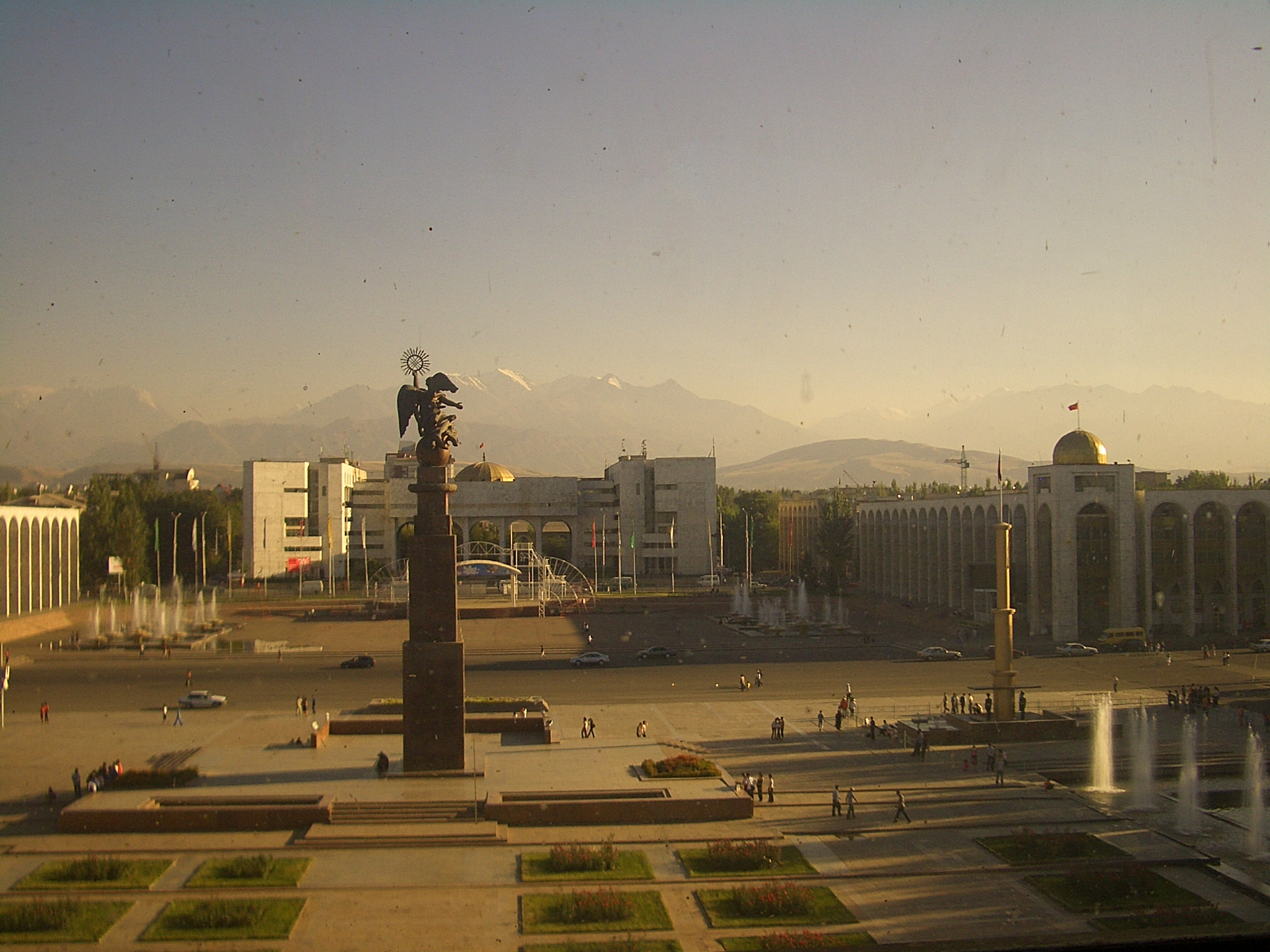
Biszkek

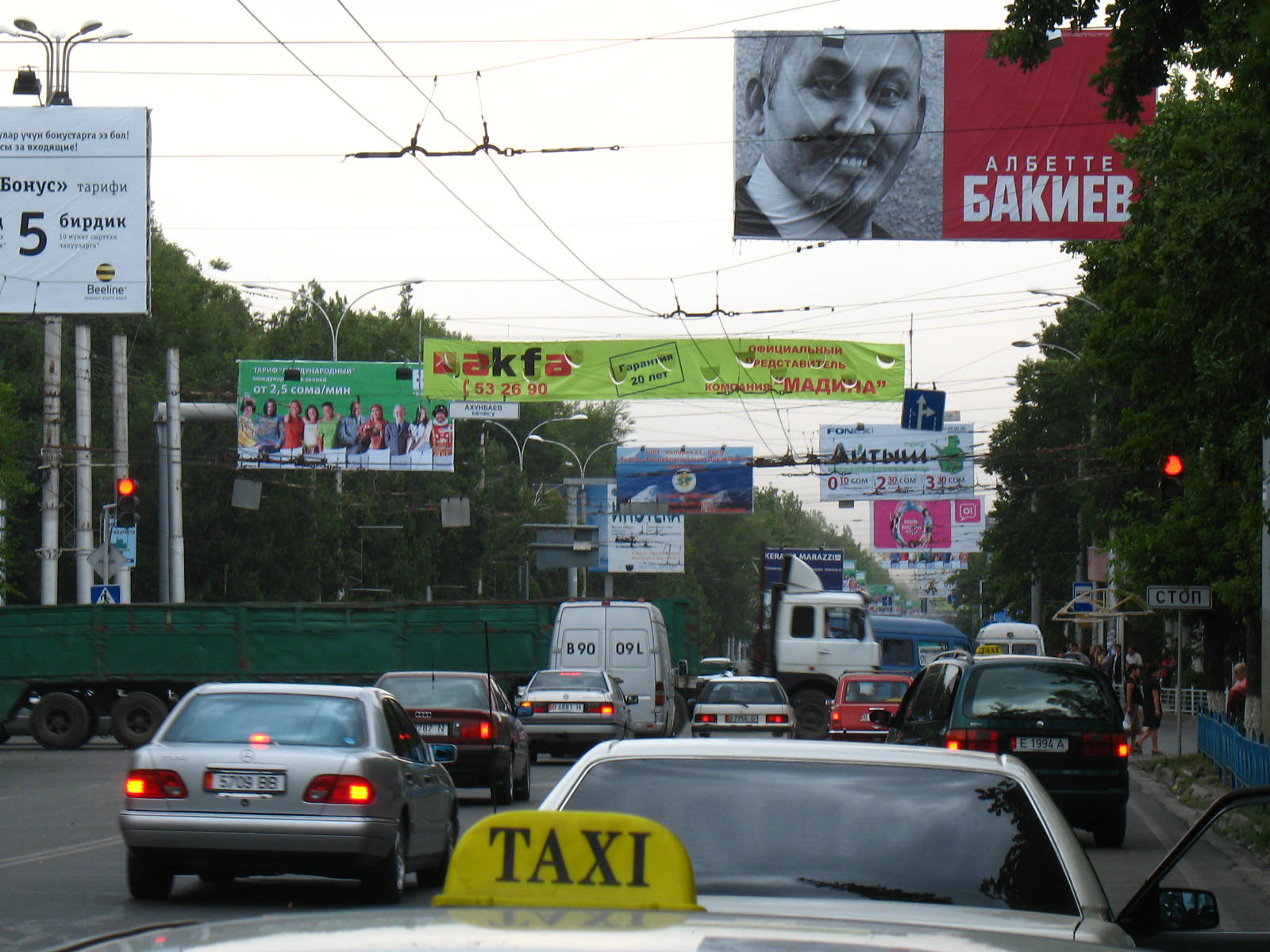
Ulica w Biszkeku

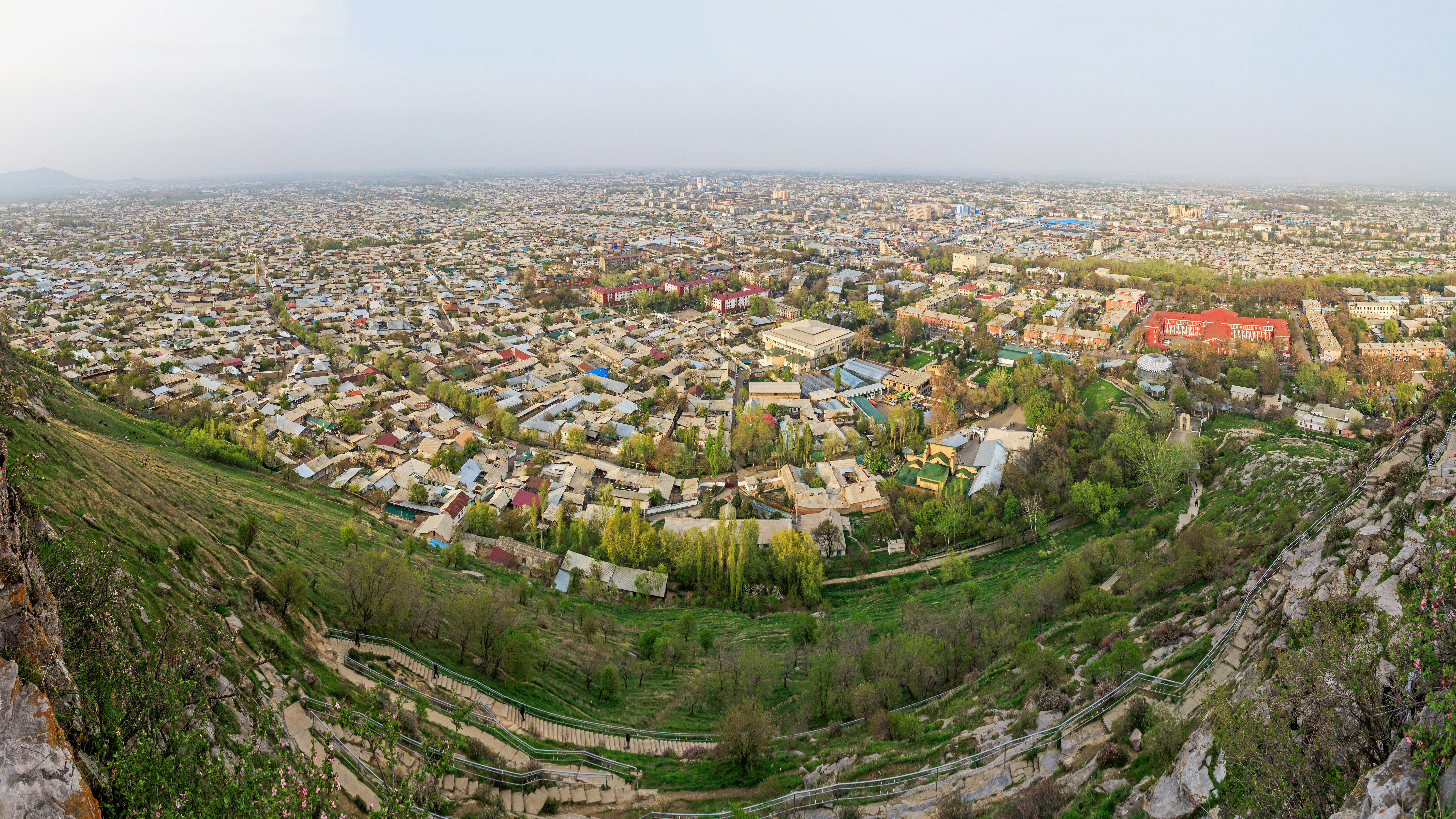
Osz

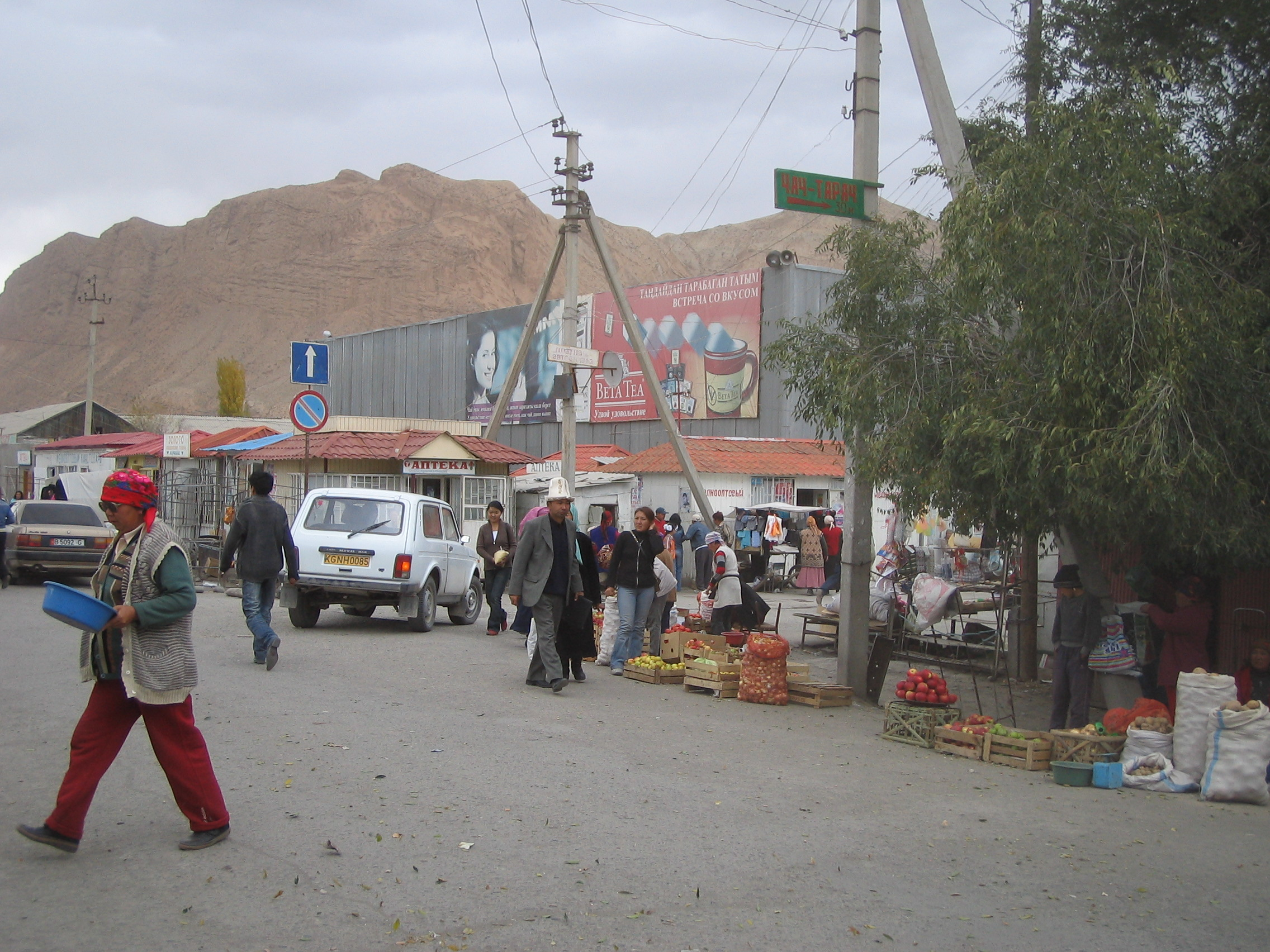
Naryn

Kirgistan, Republika Kirgiska (kirg. Кыргызстан, Кыргыз Республикасы, trb. Kyrgyzstan, Kyrgyz Respublikasy; ros. Киргизия, Киргизская Республика, trb. Kirgizija, Kirgizskaja Respublika; w okresie radzieckim w języku polskim pod nazwą Kirgizja, po ogłoszeniu niepodległości przejściowo również jako Kyrgystan) – państwo w Azji Środkowej. Graniczy z Chinami (858 km), Kazachstanem (1051 km), Tadżykistanem (870 km) i Uzbekistanem (1099 km).

## Ustrój polityczny
Kirgistan jest republiką parlamentarną z systemem wielopartyjnym. W organie władzy ustawodawczej – jednoizbowej Radzie Najwyższej – zasiada 120 deputowanych wybieranych w głosowaniu powszechnym co 5 lat z list partyjnych. Głową państwa jest Prezydent Republiki Kirgiskiej, wybierany co 6 lat w wyborach powszechnych. Kompetencje prezydenta zostały ograniczone po referendum konstytucyjnym z 27 czerwca 2010 roku.
Kirgistan jest członkiem Wspólnoty Niepodległych Państw, Euroazjatyckiej Unii Gospodarczej, Euroazjatyckiej Unii Celnej, Organizacji Układu o Bezpieczeństwie Zbiorowym i Szanghajskiej Organizacji Współpracy.
Kirgistan znalazł się na 95. miejscu spośród 167 państw objętych badaniem wskaźnika demokracji przez Economist Intelligence Unit w 2014 roku.

## Geografia
Kirgistan to kraj pozbawiony dostępu do morza. Góry zajmują 93% terytorium państwa. Największą wysokość ma położony na południowym wschodzie kraju łańcuch górski Tienszan, gdzie znajduje się najwyższy szczyt Kirgistanu – Szczyt Zwycięstwa (kirg. Dżengisz Czokusu) o wysokości 7439 m n.p.m. W czasach ZSRR szczyt nosił nazwę Pik Pobiedy. W górach Tienszan znajduje się także największe jezioro Kirgistanu Issyk-kul, będące równocześnie drugim co do wielkości jeziorem górskim na świecie, którego powierzchnia wynosi 6236 km², a głębokość sięga 669 m. Rzeki Kirgistanu, z których główną jest Naryn, to przeważnie dopływy Syr-darii. Klimat kraju na przeważającym obszarze kontynentalny suchy. Niektóre z wysoko położonych obszarów pokryte są wieczną zmarzliną.

## Podział administracyjny
Państwo dzieli się na dziewięć jednostek administracyjnych, w tym na:
1. Biszkek – okręg stołeczny
2. Osz – miasto wydzielone

oraz 7 obwodów:
1. batkeński
2. czujski
3. dżalalabadzki
4. naryński
5. oszyński
6. tałaski
7. issykkulski

Na niższym szczeblu podziału administracyjnego wyróżnia się 18 miast, 31 osiedli miejskich i 40 okręgów wojewódzkich.

## Historia
Kirgistan został podbity przez carską Rosję w 1864 roku. Pod panowaniem radzieckim od 1919, początkowo jako Kara-Kirgiski Obwód Autonomiczny, następnie Kirgiska Autonomiczna Socjalistyczna Republika Radziecka, a od 5 grudnia 1936 jako Kirgiska Socjalistyczna Republika Radziecka z Pierwszym Sekretarzem KC Komunistycznej Partii Kirgiskiej SRR jako głową państwa.
Kirgistan uzyskał niepodległość wraz z rozpadem Związku Radzieckiego 31 sierpnia 1991 roku. Pierwszym prezydentem został bezpartyjny działacz, prezes Kirgiskiej Akademii Nauk, profesor fizyki Askar Akajew. Był on inicjatorem powołania Wspólnoty Niepodległych Państw i prowadził prokremlowską politykę. Akajew wprowadził autorytarne rządy prezydenckie. Zmarginalizowanie roli opozycji pozwoliło mu utrzymać się na stanowisku w wyborach w 1995 i 2000 roku. W roku 2002 w Kirgistanie miały miejsce pierwsze antyprezydenckie manifestacje. Na podstawie Rezolucji Rady Bezpieczeństwa ONZ nr 736 z 29 stycznia 1992 Kirgistan został członkiem ONZ.
Domniemane sfałszowanie wyborów parlamentarnych w 2005 oraz narastające tendencje dyktatorskie prezydenta doprowadziły do wybuchu tulipanowej rewolucji, która obaliła Askara Akajewa oraz rząd premiera Nikołaja Tanajewa. W wyniku rewolucji sformowano Koordynacyjną Radę Jedności Narodowej, która przejęła władzę w kraju, a pełniącym obowiązki prezydenta został były premier Kurmanbek Bakijew z partii Ludowy Ruch Kirgistanu. Bakijew wygrał wybory prezydenckie w 2005 i zaczął umacniać się u władzy. W 2007 roku utworzono blok polityczny Ak Dżoł jako zaplecze polityczne prezydenta. Kurmanbek Bakijew stosował jeszcze bardziej dyktatorską politykę niż jego poprzednik, powszechne były nepotyzm oraz zastraszanie opozycji.
Po 5 latach u władzy, prezydenta Bakijewa wraz z rządem Danijara Üsönowa obaliła krwawa rewolucja w kwietniu 2010 roku. Na czele państwa stanęła dyplomatka, była minister spraw zagranicznych oraz ambasador Roza Otunbajewa. Była pierwszą kobietą prezydentem i kobietą premierem w Azji Środkowej. Podczas jej krótkiej kadencji doszło do kirgisko-uzbeckich zamieszek etnicznych na południu kraju. W czerwcu 2010 roku w powszechnym referendum przyjęta została nowa konstytucja, wprowadzająca parlamentarny system rządów w miejsce prezydenckiego. Wkrótce rozpisano wolne wybory parlamentarne, a 30 października 2011 miały miejsce wybory prezydenckie wygrane przez byłego premiera Ałmazbeka Atambajewa z partii SDPK. 27 lipca 2012 prezydent Atambajew podpisał ustawę umożliwiającą obywatelom 44 państw (w tym wszystkich państw członkowskich Unii Europejskiej) przebywanie na terenie Kirgistanu bez konieczności nabywania wizy na okres do 60 dni.
15 października 2017 odbyły się wybory prezydenckie, które wygrał były premier Sooronbaj Dżeenbekow, startujący z ramienia rządzącej Socjaldemokratycznej Partii Kirgistanu. Dżeenbekow uzyskał w pierwszej turze wynik 54,74% głosów, kandydat opozycji Ömürbek Babanow zajął drugie miejsce z wynikiem 33,70%.
5 października 2020 roku Kirgizi wyszli na ulicę sprzeciwiając się wynikom wyborów. Największe poparcie uzyskała partia „Jedność” (24,5%), tuż za nią uplasowała się „Moja Ojczyzna Kirgistan” (23,9%), trzecie miejsce należało do ugrupowania „Kirgistan” (8,7%), zaś jako ostatnia siedmioprocentowy próg wyborczy przekroczyła partia „Zjednoczony Kirgistan” (7,1%). Najwięcej głosów zdobyły dwa proprezydenckie ugrupowania, a jedna trzecia Kirgizów nie będzie posiadała swojej reprezentacji w parlamencie.
W protestach uczestniczyło do 6 tysięcy osób. Demonstracje poparło jedenaście partii, które nie uzyskały w wyborach wyników pozwalających na wejście do parlamentu. W pierwszych godzinach trwania manifestacji policja nie podejmowała działań, ograniczając się jedynie do apeli o rozejście się zgromadzonych.
W nocy z 5 na 6 października protestujący zebrani na placu Ała-Too ruszyli na Biały Dom, w którym znajduje się parlament i administracja prezydenta. Po kilkugodzinnych starciach z policją, manifestującym udało się zdobyć budynek. Następnie demonstranci skierowali się do budynku Państwowego Komitetu Bezpieczeństwa Narodowego, gdzie po negocjacjach z funkcjonariuszami udało im się uwolnić przetrzymywanego w areszcie śledczym byłego prezydenta Ałmazbeka Atambajewa. Z kolonii uwolniono również byłego premiera Kirgistanu Sapara Isakowa.

### Statystyki demograficzne

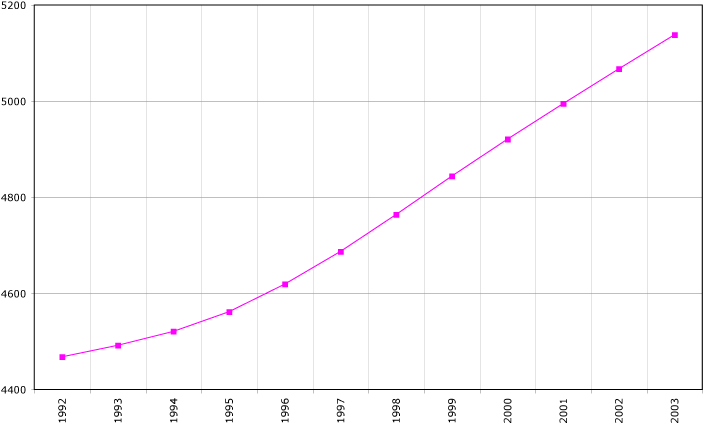

## Demografia

### Statystyki demograficzne[11]
| (2017)                   |                                 |
| Liczba ludności          | 5 789 122                       |
| Ludność według wieku     |                                 |
| 0 – 14 lat               | 30,30%                          |
| 15 – 64 lat              | 64,31%                          |
| ponad 64 lata            | 5,27%                           |
| Wiek (mediana)           |                                 |
| W całej populacji        | 26,5 lat                        |
| Mężczyzn                 | 25,4 lat                        |
| Kobiet                   | 27,6 lat                        |
| Przyrost naturalny       | 1,05%                           |
| Współczynnik urodzeń     | 22,1 urodzin/1000 mieszkańców   |
| Współczynnik zgonów      | 6,5 zgonów/1000 mieszkańców     |
| Współczynnik migracji    | -5,1 migrantów/1000 mieszkańców |
| Ludność według płci      |                                 |
| przy narodzeniu          | 1,07 mężczyzn/kobiet            |
| poniżej 15 lat           | 1,05 mężczyzn/kobiet            |
| 15 – 64 lat              | 0,96 mężczyzn/kobiet            |
| powyżej 64 lat           | 0,62 mężczyzn/kobiet            |
| Umieralność noworodków   |                                 |
| W całej populacji        | 25,9 śmiertelnych/1000 żywych   |
| płci męskiej             | 30,0 śmiertelnych/1000 żywych   |
| płci żeńskiej            | 21,5 śmiertelnych/1000 żywych   |
| Oczekiwana długość życia |                                 |
| W całej populacji        | 70,9 lat                        |
| Mężczyzn                 | 66,8 lat                        |
| Kobiet                   | 75,4 lat                        |
| Rozrodczość              | 2,61 urodzin/kobietę            |

### Struktura narodowościowa
Według ostatniego spisu powszechnego w Kirgistanie zamieszkują przedstawiciele 154 narodowości i grup etnicznych. Przedstawiciele narodowości tytularnej w liczbie ok. 3,2 miliona stanowią większość w kraju. Drugą co do wielkości narodowością są Uzbecy (650 tysięcy), którzy zamieszkują głównie tereny obwodu oszyńskiego. W Kirgistanie zamieszkuje również około 500 tysięcy Rosjan, zamieszkujących głównie w Biszkeku i okolicach. Dunganie to mniejszość chińska wyznająca islam; stanowią 1,2% ludności (ok. 55 tys.). Stolica Kirgistanu, w odróżnieniu od reszty kraju, jest miastem w znacznym stopniu rosyjskojęzycznym.
Dane na 2015 rok:
- Kirgizi – 72,8%
- Uzbecy – 14,5%
- Rosjanie – 6,2%
- Dunganie – 1,1%
- Tadżycy – 0,9%
- Ujgurzy – 0,9%
- Turcy – 0,7%
- Kazachowie – 0,6%
- Tatarzy – 0,5%
- Azerowie – 0,4%
- Koreańczycy – 0,3%
- Ukraińcy – 0,2%
- Niemcy – 0,1%
- Turkmeni – 0,1%
- inne – 0,7%

## Religia
Struktura religijna w 2024 roku, według World Christian Database:
- muzułmanie – 88,8%,
- brak religii – 6,3%,
- chrześcijanie – 4%:
  - prawosławni (212 tys.) Osobny artykuł: Eparchia biszkecka.
  - protestanci i niezależne kościoły (54 tys.) Osobny artykuł: Świadkowie Jehowy w Kirgistanie.
  - katolicy (0,5 tys.) Osobny artykuł: Administratura apostolska Kirgistanu.
- buddyści – 0,45%,
- animiści (religia tengryzm) – 0,4%,
- inne religie – 0,1%.

Według danych Pew Research Center z 2010 roku, muzułmanie stanowili 88% mieszkańców i 11,4% to byli chrześcijanie.

## Siły zbrojne

Logo Kirgiskich Sił Zbrojnych

Zbrojną organizację rządową w Kirgistanie pełnią Siły Zbrojne Republiki Kirgiskiej. Budżet wydawany na wojsko wynosi 47 000 000 USD (jako procent PKB 2,6%). Siły lądowe liczą 9800 żołnierzy. Lotnictwo dysponuje samolotami Aero L-39 Albatros (4 szt.) oraz Tu-154 (2 szt.), które służą do transportu prominentów. Flotę uzupełniają śmigłowce Mi-8 (9 szt.) i Mi-24 (6 szt.). Kirgistan posiada również 1 egzemplarz prawdopodobnie bombowca, Saara-02.. Armia kirgiska liczy łącznie 276 pojazdów pancernych, którymi są: radzieckie czołgi T-72, bojowe wozy piechoty, w tym: BMP-1, BMP-2 oraz BMD-1, opancerzone pojazdy bojowe jak: BRDM-2 i MT-LB, chińskie pojazdy piechoty modele: Tiger, EQ205OF oraz CS/VN3 Daijing. W służbie jest również 215 sztuk artylerii.

## Gospodarka
Kirgistan to górzysty kraj z dominacją sektora rolniczego w gospodarce. Uprawia się głównie pszenicę, ziemniaki, buraki cukrowe, tytoń, bawełnę. Rozwinięta jest również hodowla zwierząt, pewne ilości wełny i produktów mięsnych przeznaczane są na eksport. Kirgistan eksportuje również takie dobra jak: złoto, rtęć, uran, energia elektryczna. Podkreśla się sukcesy Kirgistanu w transformacji swego ustroju zgodnie z regułami gospodarki rynkowej. Ostry kryzys gospodarczy, jaki Kirgistan przeżył w pierwszych latach po rozpadzie ZSRR, udało się zahamować dzięki szeroko zakrojonemu programowi stabilizacyjnemu. Pozwoliło to na obniżenie poziomu inflacji z 88% w 1994 do 15% w 1997. Przeprowadzono działania stymulujące rozwój gospodarczy kraju. Nastąpiła prywatyzacja ziemi i przedsiębiorstw. Najpoważniejsze problemy kraju, które wymagają stałych działań rządu, to znaczne zadłużenie zagraniczne, inflacja, nieszczelny system podatkowy oraz bezpośrednie uzależnienie od nastrojów panujących w gospodarce Rosji.

### Emisja gazów cieplarnianych
Emisja równoważnika dwutlenku węgla z Kirgiska SRR wyniosła w 1990 roku 33,420 Mt, z czego 23,696 Mt stanowił dwutlenek węgla. W przeliczeniu na mieszkańca emisja wyniosła wówczas 5,419 t dwutlenku węgla, a w przeliczeniu na 1 dolar PKB 1553 kg. Następnie emisje spadały gwałtownie do połowy lat 90. Potem wahały się, a od 2002 powoli rosły. Równocześnie emisje metanu utrzymują się cały czas na podobnym poziomie, przez co po okresie gwałtownego spadku emisji dwutlenku węgla, ich udziały stały się podobne. W 2018 emisja dwutlenku węgla pochodzenia kopalnego wyniosła 10,133 Mt, a w przeliczeniu na mieszkańca 1,652 t i w przeliczeniu na 1 dolar PKB 465 kg.

## Transport
W Kirgistanie jest 22 400 km dróg o twardej nawierzchni, 340 km linii kolejowych i 600 km śródlądowych szlaków wodnych. Główne lotnisko międzynarodowe to Manas International Airport w oddalonej o około 20 km od Biszkeku miejscowości Manas. Część lotniska była w latach 2001–2014 użytkowana jako amerykańska baza wojskowa Manas, wspierająca wojska NATO walczące w Afganistanie.

## Media
W Kirgistanie ukazuje się 114 dzienników (w tym 42 w języku kirgiskim) w łącznym nakładzie 1 529 000 oraz 42 czasopisma (16 w języku kirgiskim). Największe dzienniki to wydawany w języku kirgiskim 6 razy w tygodniu „Kyrgyz Tuusu” istniejący od 1924 r. wydawany w nakładzie 180 000 oraz „Słowo Kirgistanu” wydawany od 1925 r. w języku rosyjskim. Istnieją telewizja Kyrgyz Television i radio Kyrgyz Radio nadające w 4 językach, a oficjalną agencją prasową jest Kyrgyzkabar z siedzibą w Biszkeku.
Poza tym istnieje kilka gazet i portali internetowych specjalnie dla diaspory kirgiskiej w Moskwie. Taka prasa przeznaczona jest przede wszystkim dla kirgiskich migrantów zarobkowych, którzy jadą do Rosji.
W 2018 roku Kirgistan zanotował rekordowy spadek wskaźnika wolności prasy o 9 pozycji. Organizacja Reporterzy bez Granic ogłosiła, że przyczyną były pozwy byłego prezydenta Atambajewa wobec niezależnych dziennikarzy i mediów z żądaniem wielomilionowych odszkodowań wystosowane przed wyborami prezydenckimi.

## Kultura
| Data        | Polska nazwa                                             | Nazwa urzędowa                                |
| ----------- | -------------------------------------------------------- | --------------------------------------------- |
| 1 stycznia  | Nowy Rok                                                 | Жаңы жыл                                      |
| 23 lutego   | Dzień Obrońcy Ojczyzny                                   | Мекенди коргоочунун күнү                      |
| 8 marca     | Dzień Kobiet                                             | Эл аралык аялдар күнү                         |
| 21–23 marca | Nouruz                                                   | Нооруз                                        |
| 7 kwietnia  | Dzień Rewolucji Narodowej                                | Элдик революция күнү                          |
| 5 maja      | Święto Konstytucji Republiki Kirgiskiej                  | Кыргыз Республикасынын конституция күнү       |
| 9 maja      | Dzień Zwycięstwa                                         | Жеңиш күнү                                    |
| 1 czerwca   | Dzień Dziecka                                            | Балдарды коргоо күнү                          |
| 31 sierpnia | Dzień Niepodległości                                     | Эгемендүүлүк күнү                             |
| 1 września  | Dzień Wiedzy                                             | Билим күнү                                    |
| 23 września | Dzień Języka Kirgiskiego                                 | Мамлекеттик тил күнү                          |
| 7 listopada | Dzień Wielkiej Socjalistycznej Rewolucji Październikowej | Улуу Октябрь Социалисттик революциясынын күнү |